# Geschiedenis van Kosovo

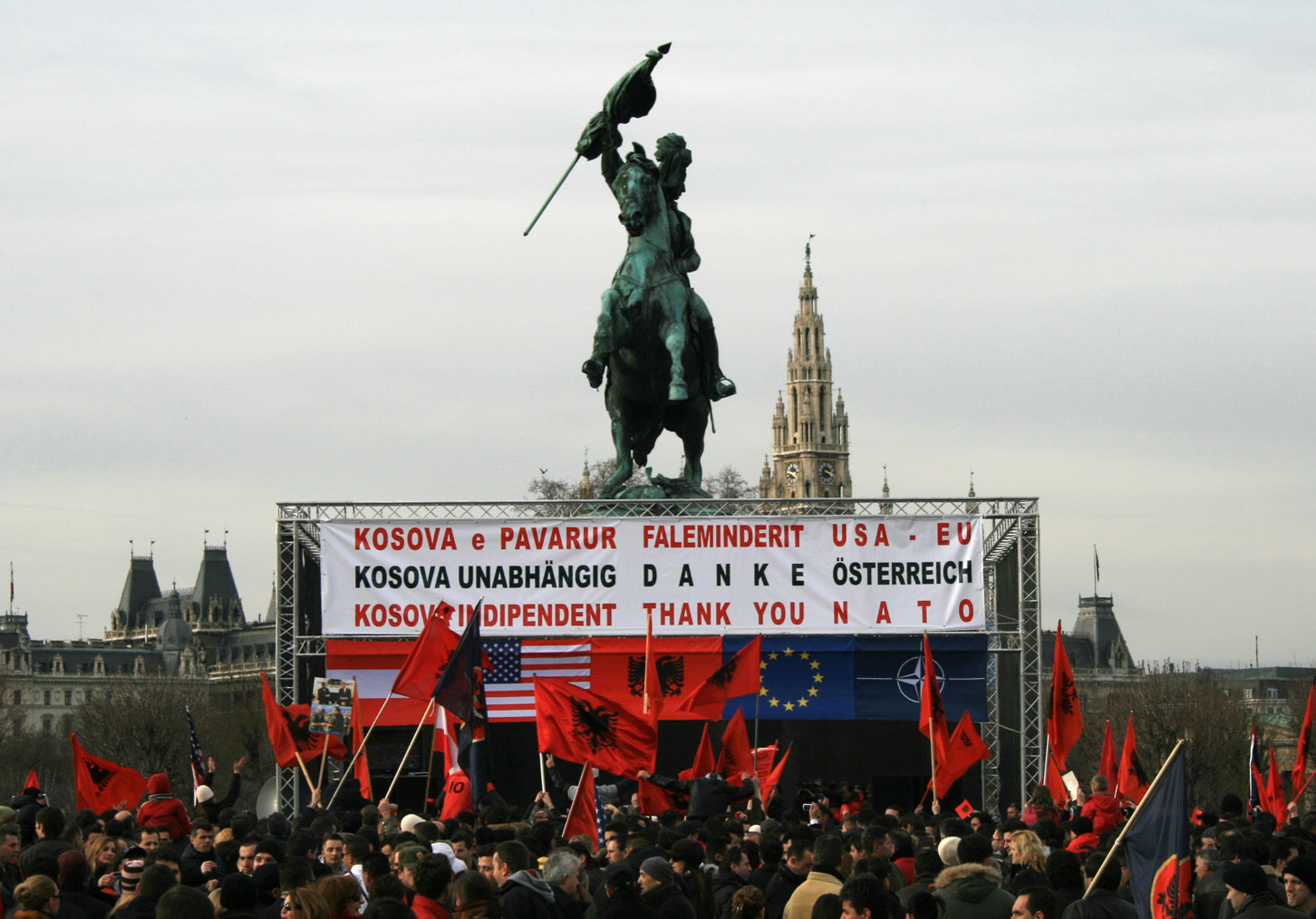
Viering te Wenen van de onafhankelijkheid van Kosovo

Dit artikel gaat over de geschiedenis van Kosovo.

## Vroege geschiedenis van Kosovo

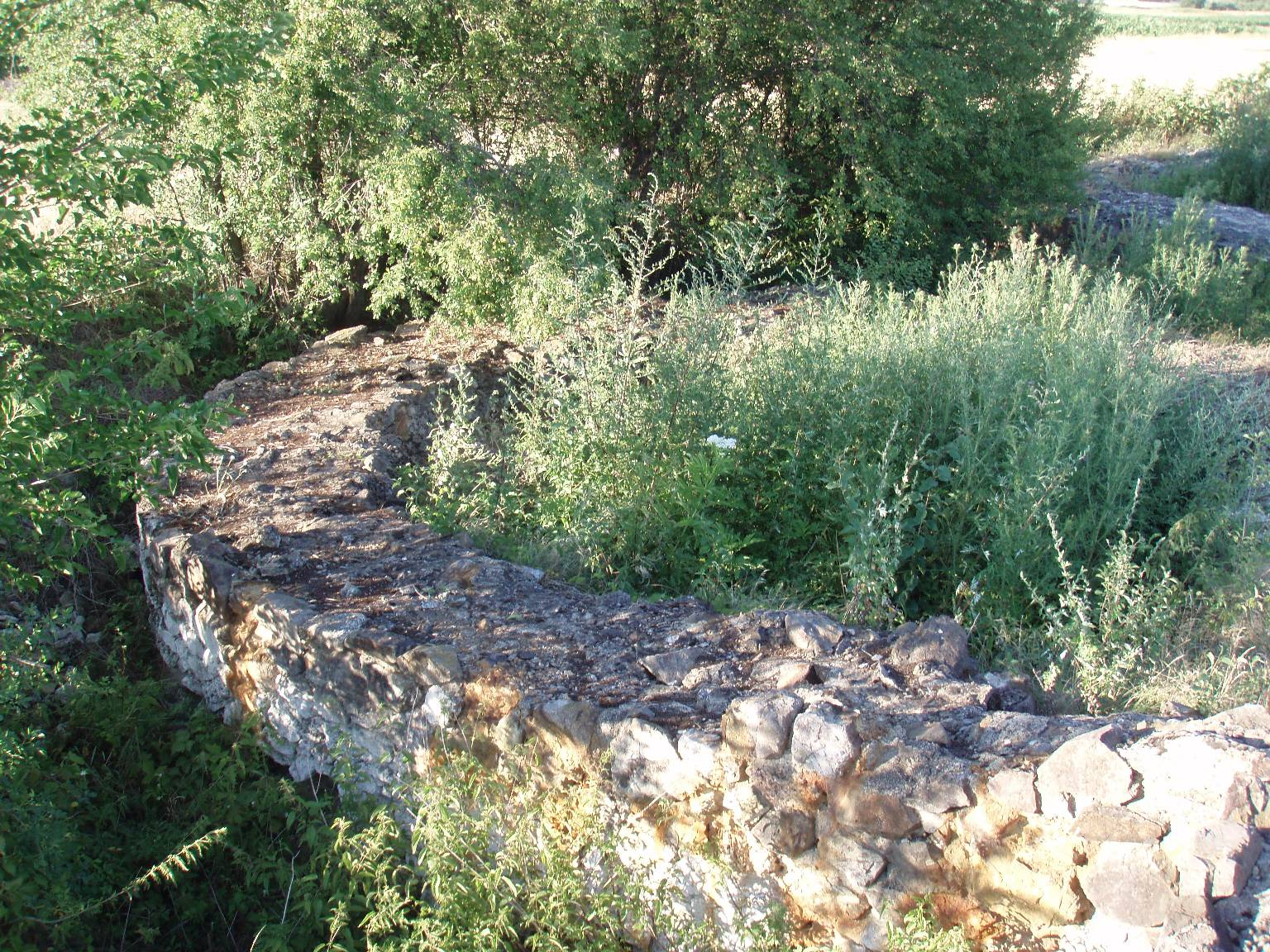
Opgraving bij Ulpiana Kosovo: Romeinse muur

De oudst bekende bewoners van Kosovo waren de Illyriërs. Zij namen rond 1000 v.Chr. grote delen van het land in bezit en vestigden zich vooral in de kuststrook. Het huidige Kosovo werd destijds vooral geregeerd door de Illyrisch-Thracische stam Dardani die het koninkrijk Dardanië stichtten.
In de loop der jaren werden zij berucht om hun zeeroverij, waartegen de Romeinen vanaf de 3e eeuw v.Chr. met succes optraden. In de 1e eeuw v.Chr. namen de Romeinen grote delen van het Illyrische binnenland - tot aan de rivier de Donau - in bezit. Het gebied werd toen in korte tijd geromaniseerd en onderging na de Romeinse overheersing ook Byzantijnse heerschappij.
De eerste Slavische stammen staken de Donau over in de 5e eeuw en trokken door het geromaniseerde land ten zuiden (joego = zuiden) van deze vroegere Romeinse grensrivier. Zij kwamen er onder invloed van de Romeins-Byzantijnse cultuur en maakten er kennis met het christendom, dat door enkele stammen werd aanvaard. Deze Zuidelijke Slaven (> Joego-Slavija) vormden geen staat, maar verschilden in taal, geloof, cultuur en bestuursvorm. Zij woonden stamsgewijs in van elkaar geïsoleerde landschappen en werden sinds 395 beïnvloed door de grenslijn tussen de invloedssferen van Rome en Constantinopel. Zo bleef het oostelijke deel (Servië, Montenegro en Macedonië) overwegend orthodox en nam het het cyrillische alfabet aan en het westelijke deel (Slovenië, Kroatië), Dalmatië en Albanië werden katholiek en nam het Latijnse alfabet aan.

#### Bulgaarse Rijk
Kosovo werd vanaf het jaar 836 onderdeel van het Eerste Bulgaarse Rijk. In deze periode werden talloze kerken en kloosters gebouwd gedurende de kerstening van het van oudsher paganistisch gebied. Het bleef 150 jaar onderdeel van Bulgarije tot het jaar 1018. In deze periode werd Kosovo, na een halve eeuw oorlog tussen de Bulgaren en Byzantijnen, gekoloniseerd door het Byzantijnse Rijk. Tijdens de opstand van Peter III van Bulgarije werd Kosovo voor een korte tijd bevrijd van het Byzantijnse Rijk waarna Peter III uitgeroepen werd tot keizer van Bulgarije in de stad Prizren. De Bulgaarse heerschappij hield op na de dood van keizer Ivan Asen II.

### Servische verovering
In de 6e eeuw namen de Slavische Serviërs het huidige Servië in bezit waar zij kleine vorstendommen vormden, (bestuurd door een župan) die in voortdurende staat van oorlog met elkaar leefden. De Bulgaarse tsaren konden deze stammen tot in de 10e eeuw schatplichtig houden, daarna nam Byzantium het gezag over, maar voortdurende opstanden maakten het in wezen tot een gebied van vrije stammen. Pas in de 12e eeuw slaagde Stefan Nemanja erin een Servisch koninkrijk te stichten dat zijn opvolgers voortdurend uitbreidden, voornamelijk ten koste van voorheen Bulgaarse en Macedonische gebieden. Het werd een machtige Balkanstaat onder Dušan (1331-1355), die zich in 1346 de titel van keizer (tsaar) toe-eigende. Dit Servische rijk ging zelfs een bedreiging vormen voor het langzaam wegkwijnende Byzantijnse Rijk. De bevolking van dit Groot-Servië was gemengd. Naast de dominante Serviërs, woonden in de bergen Walachen (Vlachen), een herdersbevolking die haar Romaanse taal had bewaard, de Albanezen die nooit volledig waren geromaniseerd en een soort Illyrisch spraken, al was deze taal sterk door het Grieks en het Romaans beïnvloed geraakt. In de steden woonden ook veel Byzantijnen. Een bijzondere, binnen het christendom ketterse sekte vormden de Bogomielen in het noorden, in het bijzonder in Bosnië dat kort na 1200 door het koninkrijk Hongarije werd ingelijfd. Ook de Servische expansie naar het zuiden en oosten ging in de 14e eeuw weer verloren, eerst aan Byzantium en vervolgens aan de Turken (Ottomanen), die de zuidelijke Balkan veroverden en de Serven in de Slag op het Merelveld (Kosovo Polje) in 1389 aan zich onderwierpen.

## De Slag op het Merelveld

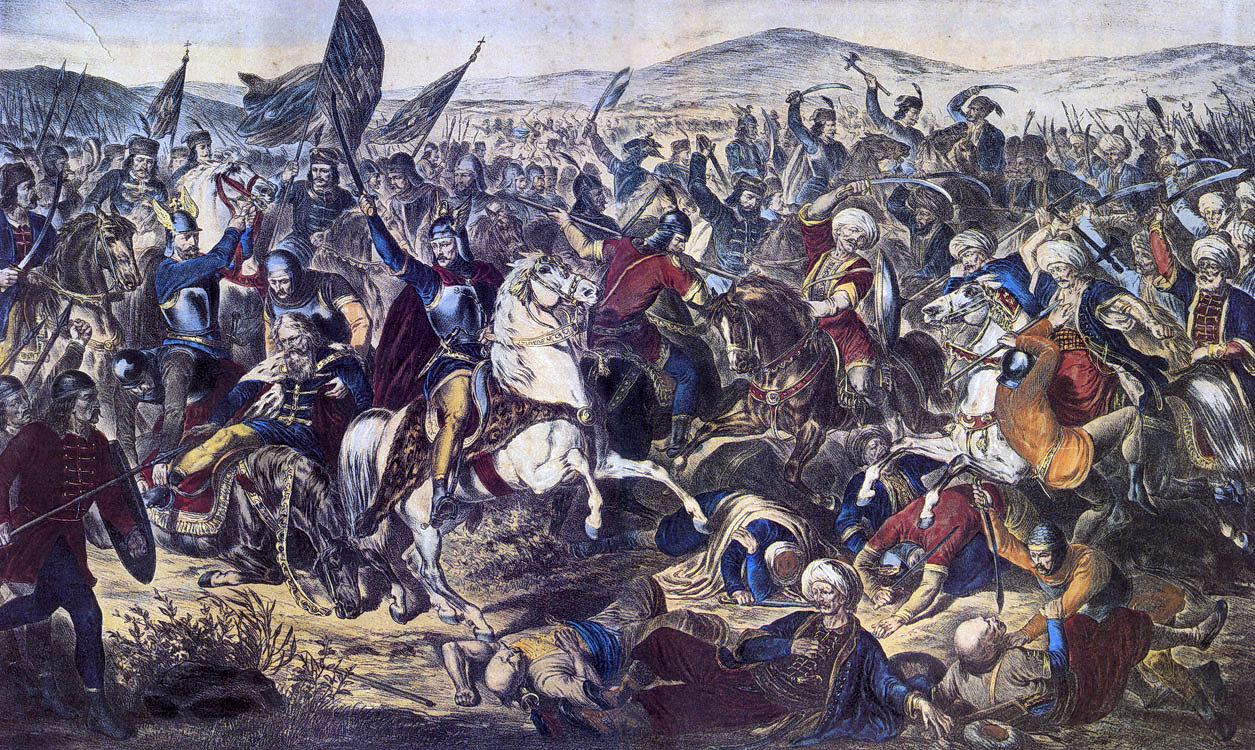
Slag van Kosovo Polje in 1389 door Adam Stefanovic (1870)

Reeds onder de regering van tsaar Dušan begon de dreiging uit het Oosten: in 1354 zetten de Turken voor het eerst voet aan wal op de Balkan. Het Servische keizerrijk kwam ten einde op 28 juni 1389, toen het Servische leger door de Turken verpletterend werd verslagen bij Kosovo Polje (letterlijk Merelveld). Ook de Turkse sultan Murat I vond de dood, volgens een heldendicht echter niet op het slagveld, maar in zijn zijden tent, waar hij werd vermoord door een dolkstoot van de Servische edelman Miloš Obilič. De Turken namen wraak en onthoofdden de Servische tsaar Lazar op het lijk van hun vermoorde sultan. Na de dood van Murat nam zijn opvolger Bajezid I het bevel over. Pas in 1455 zou geheel Servië veroverd worden.
De Slag van Kosovo Polje werd bezongen in talloze epische treur- en heldenzangen en 28 juni werd sindsdien de nationale rouwdag, de Vidov dan. Volgens een legende bloeien iedere lente rode pioenrozen op de destijds door bloed gedrenkte grond, die zouden zijn ontsproten uit het bloed van de Servische helden. De bloedige nederlaag in Kosovo besliste voor vijf eeuwen over het verloop van de Servische geschiedenis. Sultan Bajezid maakte de Serviërs schatplichtig en behandelde hen als tweederangsburger. Geregeld kwamen de Serviërs in verzet, maar telkens zonder succes.

## Albanese vorstendommen

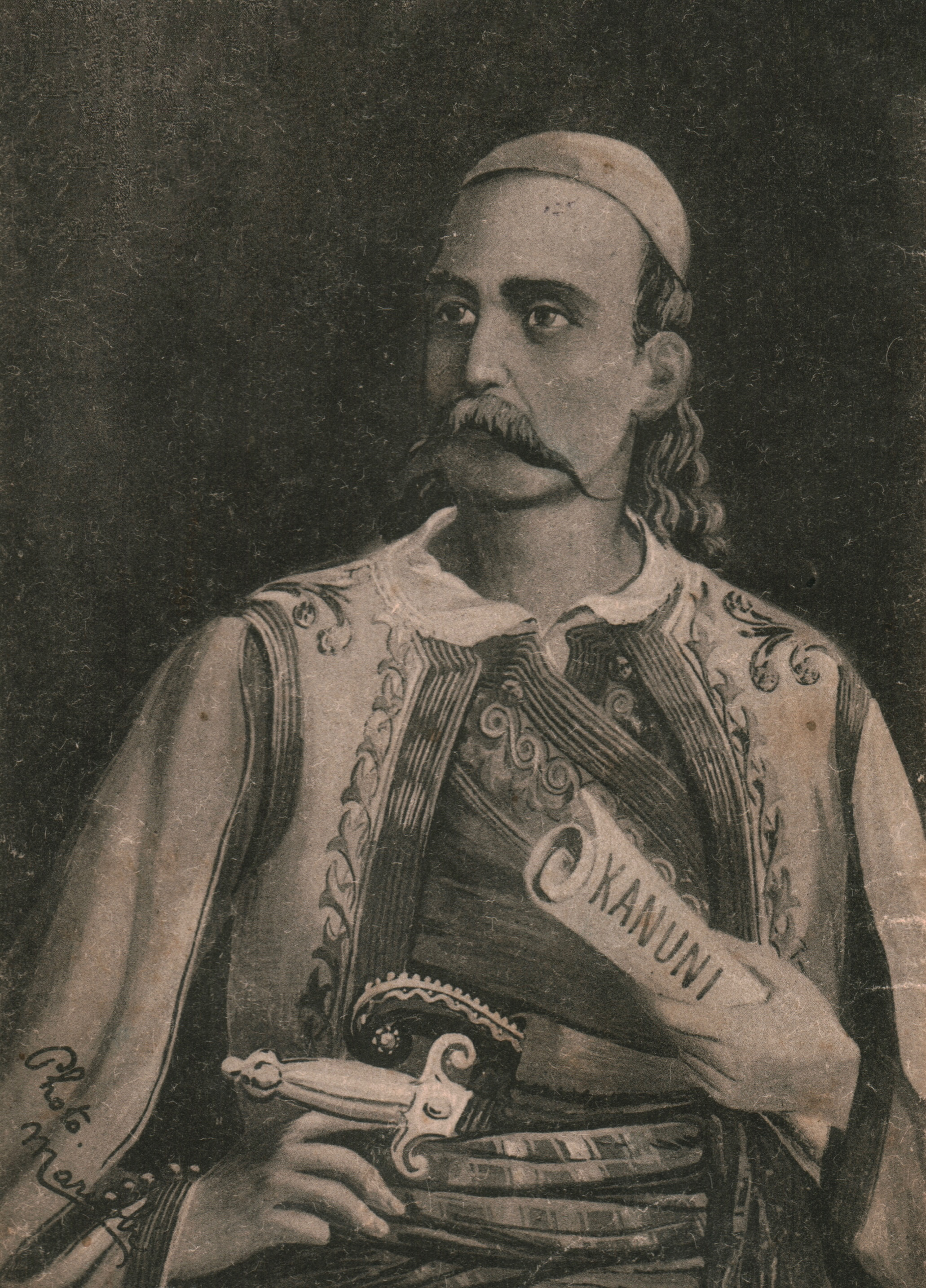
Albanese prins Lekë Dukagjini, regeerde Kosovo tussen 1438 tot 1481.

Na de Slag op het Merelveld in 1389 viel de Servische staat uiteen en wisten verschillende Albanese dynastieën hun gebied uit te breiden, waaronder prins Gjon Kastrioti, heerser in het gebied Mat en hoofd van de Kastrioti-familie. Hij slaagde het vorstendom Kastrioti uit te breiden naar Prizren, het vorstendom zou tot de 15e eeuw zou blijven bestaan.
Hierna kwam Kosovo in handen van vorst Pal II Dukagjini afkomstig uit Mirditë, ook hij wist vanuit het noorden van Albanië het vorstendom Dukagjini uit te breiden naar het westen van het huidige Kosovo. Zijn nakomelingen prins Lekë Dukagjini en Nikollë II Dukagjini volgden zijn heerschappij op. Nog steeds heeft de heerschappij van de Dukagjini's invloed in Kosovo. Vele Gegische Albanezen volgen de "Kanun", een wettekst geschreven door Lekë Dukagjini. Het westen van Kosovo wordt door de Albanezen ook wel Rrafshi I Dukagjinit (Streek van de Dukagjini's) genoemd.

## Turkse overheersing

### Uitbuiting
Turken en gezagsgetrouwe inheemse leiders konden zich verrijken en daartoe geschikt geachte jongemannen werden geronseld, soms ontvoerd en bij eliteregimenten ingelijfd (onder andere de Janitsaren, de lijfwacht van de sultan in Istanboel). De Turken dwongen de bevolking niet rechtstreeks om tot de islam over te gaan, maar bekeerlingen kregen privileges waaronder lagere belastingaanslagen, de verwerving van grond en de mogelijkheid tot het vervullen van lucratieve ambtelijke functies. Christenen mochten hun eigen godsdienst blijven beoefenen. De islamisering had tot gevolg dat vooral in de steden kerken vernietigd of omgevormd werden tot moskeeën. Met name de Albanese bevolking was geporteerd voor een bekering, maar ook delen van de Servische bevolking besloten daartoe, zoals in de landstreek van Novi Pazar en in Bosnië. Voor veel Bogomielen die als ketters steeds waren vervolgd, was het Turkse gezag een bevrijding die hen ertoe bracht tot de islam over te gaan.

### Heilige Liga
Tijdens de Derde Heilige Liga (of Grote Turkse Oorlog van 1683-1699) werd Kosovo veroverd door Oostenrijkse troepen met de hulp van ongeveer 6000 Albanezen onder leiding van de katholieke aartsbisschop Pjetër Bogdani, die echter vervolgens met een deel van zijn troepen bezweek aan de pest. Zijn graf werd later uit woede over zijn leiding aan de opstand geopend door de Turken en zijn lichaam in stukken gesneden en gevoerd aan de honden. In 1690 leidde de Servische patriarch Pejë Arsenije III 30.000 families, waaronder mogelijk ook niet-Serviërs, uit Kosovo om te ontsnappen aan de wraak van de Ottomanen toen deze het gebied heroverden.

### 19e eeuw
De Servische gebieden bleven onrustig door het verzwakkende Ottomaanse gezag. Opstanden braken uit in 1804, 1809 en 1815 en Istanboel moest steeds meer concessies doen aan lokale krijgsheren. Het Servische kerngebied werd de facto autonoom. Effectief Ottomaans gezag werd beperkt tot garnizoenssteden. Om het autonome Servische gebied beperkt te houden werd in 1864 het vilajet Kosovo als aparte bestuurlijke ingericht.
Na de Russisch-Turkse Oorlog, die eindigde met een nederlaag voor de Turken en sindsdien de solidariteit tussen Serviërs en Russen fundeerde, werd Servië in 1878 een onafhankelijke staat, in 1882 een soeverein koninkrijk. Daarbij werd Servië uitgebreid met het gebied dat tegenwoordig bekend is als Zuid-Servië (met als hoofdplaats Nisj). Om het gezag te kunnen consolideren werd dit gebied etnisch gezuiverd van de niet-Servische minderheden, die verdreven werden naar Kosovo, Macedonië en het huidige Turkije (voor een deel naar Noord-Cyprus, hetgeen werd beschreven door Leon Trotski, die toen verslaggever was voor de Pravda. Deze verdreven bevolkingsgroepen staan bekend als 'muhaxher' (oud-Turks woord Muhajir: 'vluchteling'), waarvan de erfgenamen soms nog steeds de achternaam Muhaxheri dragen.
In een reactie op het Servische, Bulgaarse en Griekse nationalisme van de 19e eeuw vormden nationalistische Albanezen de Liga van Prizren in Prizren in 1878. Zij wilden daarmee voorkomen dat Albanië opgedeeld zou gaan worden tussen de zich expanderende nationale Balkanstaten, met name Servië, Montenegro en Griekenland zoals voorzien was in de voorlopige Vrede van San Stefano. De Liga tekende hiertegen protest aan bij de grote mogendheden van het Congres van Berlijn, maar deze werden genegeerd. Daarop organiseerde de Liga opstanden in de steden Guci, Shkodër, Prizren en Janina. Na dreigende invallen door de Serviërs, die de aan hun toegewezen gebieden aan hun neus voorbij zagen gaan, steunden de grote mogendheden de Ottomanen in hun consolidering van het Turkse gezag in de Albanese gebieden.
Het Ottomaanse leger trok daarop in 1881 op tegen de Albanezen, die een tijdelijke regering hadden gevormd onder leiding van president Ymer Prizreni. Na drie jaar van vechten werd de opstand neergeslagen en een aantal leiders geëxecuteerd of gevangengezet. Maar na deze bevestiging van het Ottomaanse oppergezag kregen de Albanezen grotere autonomie in ruil voor hun trouw aan het Ottomaane Rijk en hun medewerking aan het blokkeren van een verdere Servische expansie. In 1910 brak opnieuw een Albanese opstand uit in Prishtina die duurde tot het bezoek van de Ottomaanse sultan Mehmet V Resat aan Kosovo in juni 1911. Het doel van de Liga van Prizren bleef de stichting van een Albanese staat, bestaande uit de vier vilayets (provincies) waar Albanezen woonden. De Serviërs maakten toen echter nog een kwart uit van de bevolking van Kosovo en verzetten zich tegen de opneming van Kosovo in een nationaal Albanië. In de twee Balkanoorlogen van 1912 en 1913 annexeerde Servië dan toch Kosovo en het noorden van Macedonië, landstreken waar slechts een deel van de bevolking Servischgezind was en die daarom separatistisch zouden blijven. Om de sterke demografische groei van de Albanezen het hoofd te kunnen bieden middels een Servische meerderheid en het Servisch gezag te kunnen consolideren vonden na de vestiging van het Servisch gezag etnische zuiveringen van Albanezen en Turken plaats en werden Servische boeren als kolonisten naar inmiddels onteigend grootgrondbezit gestuurd. Dat bracht het Servische bevolkingsaandeel in Kosovo tot 40%.

### Balkanoorlogen

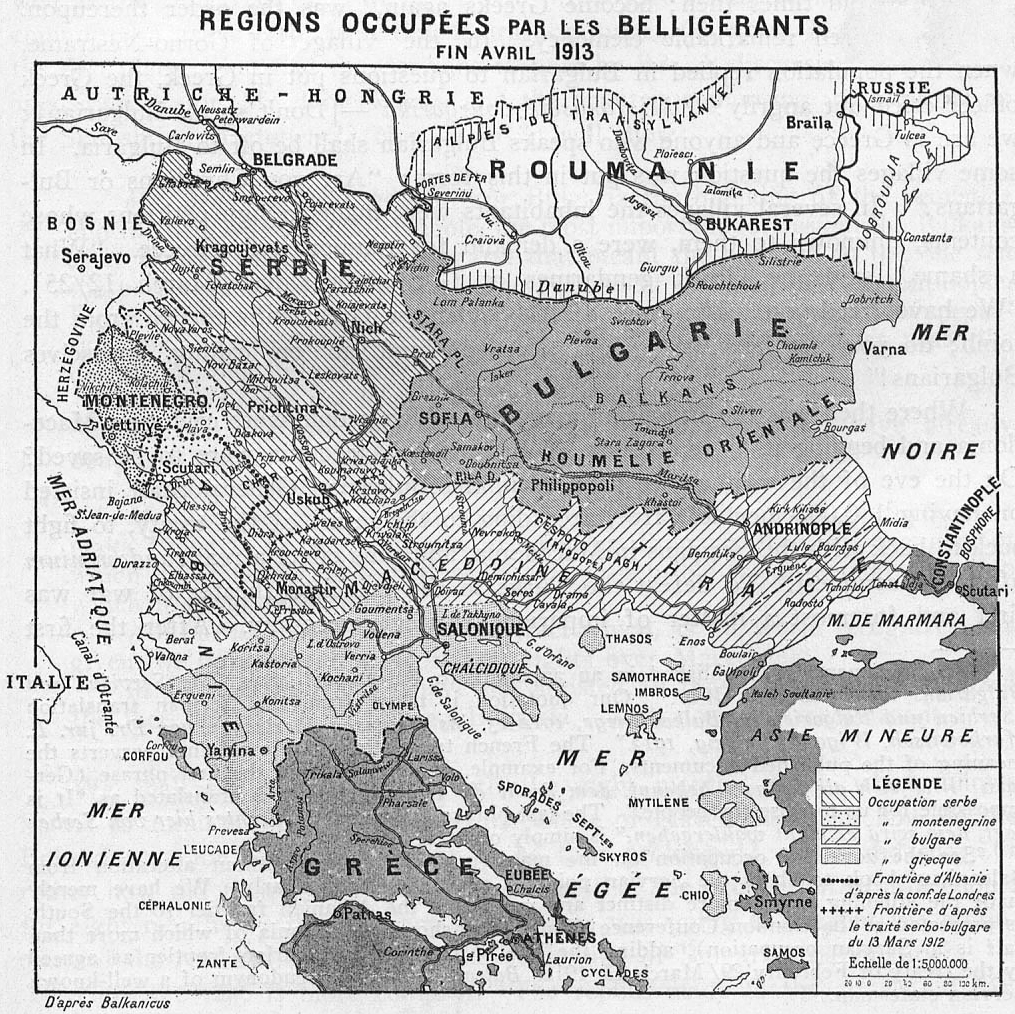
Situatie na de Eerste Balkanoorlog, 1913

Tijdens de Balkanoorlogen werden Kosovo en Albanië in 1912 veroverd door Servië en werd het westelijke deel van Kosovo veroverd door Montenegro. Na onderhandelingen met Turkije werd afgesproken de Albanezen te laten emigreren naar Turkije, wat echter weinig succes had. Vaso Cubrilovic van de Servische Academie der Wetenschappen had een zorgvuldig document opgesteld waarin beschreven stond hoe de verdrijving van de Albanezen en de kolonisatie van Servië plaats zou moeten vinden.
In 1912 verklaarde Albanië zich onafhankelijk van de Ottomaanse rijk, nadat Servië, Montenegro en Griekenland hun aanspraken op het gebied hadden opgegeven. Na het einde van de Tweede Balkanoorlog verleenden de Grote Mogendheden, mede door toedoen van de Britse diplomaat Aubrey Herbert, Albanië onafhankelijkheid bij de Conferentie van Londen in 1913. Kosovo werd echter gezien als een integraal onderdeel van Servië en verkreeg geen onafhankelijkheid.
Het zinde Servië niet dat het Congres van Berlijn aan Oostenrijk-Hongarije het recht verleende om Bosnië en Herzegovina - waar ook veel Serviërs woonden - te bezetten. Deze kwestie werd in 1914 de aanleiding tot de moord op de Oostenrijkse troonopvolger Frans Ferdinand te Sarajevo. Volgens sommigen deed dit de Eerste Wereldoorlog ontstaan, volgens anderen echter (o.a. Geert Mak in zijn boek 'In Europa', waarin de Europese geschiedenis van de 20e eeuw wordt beschreven) is dit enkel een van de vele aanleidingen die uiteindelijk als reden voor de start van deze oorlog werd aangegrepen. Frans Ferdinand bezocht Sarajevo uitgerekend op 28 juni, de historische datum van de Slag op het Merelveld. Hij werd vermoord door Gavrilo Princip, lid van een groep Servische nationalisten genaamd de Zwarte Hand. Toen Duitse en Bulgaarse troepen Servië in de winter van 1915-1916 veroverden, leidde dat tot een grote exodus van Servische burgers en het Servische leger uit Kosovo. Honderdduizenden Servische soldaten stierven door honger, extreem weer en Albanese vergeldingsaanvallen, toen ze zich terugtrokken en zich bij de geallieerde Britse en Franse troepen voegden, die waren geland op Corfu en bij Thessaloniki.

## Koninkrijk van de Serviërs, Kroaten en Slovenen

Wapen van het Koninkrijk van de Serviërs, Kroaten en Slovenen.

Na de Eerste Wereldoorlog smolten Servië, Montenegro, Slovenië, Kroatië, Bosnië en Herzegovina en Macedonië samen tot de 'staat Joegoslavië': een verzameling van een aantal aan elkaar verwante culturen, onder de naam "Koninkrijk van de Serviërs, Kroaten en Slovenen". De Serviërs speelden vanaf het begin een dominante rol in het nieuwe koninkrijk. Deze rol zorgde op de lange duur voor jaloezie bij sommige andere bevolkingsgroepen op de Balkan, die veelal sterke verlangens koesterden naar meer vrijheid en zelfstandigheid. Naast politieke, economische en culturele aspecten waren er ook godsdienstige: enerzijds vanuit het christendom de katholieke Kroaten en Slovenen (± 30%) en de orthodoxe Serviërs (± 40%), anderzijds een moslim-minderheid (± 15%), vooral in Bosnië, en in Kosovo de Albanezen. In het laatste decennium van het Interbellum moedigde de overwegend Servische regering de Serviërs aan zich in Kosovo te vestigen.
In april 1941 vielen de troepen van Hitler het verdeelde land binnen. De Duitsers werden door een deel van de Kroaten als bevrijders onthaald. Het Duitsgezinde Kroatische leger 'ustaše' van Ante Pavelić mocht ongestoord zijn haat botvieren op alles wat niet-katholiek en niet-Kroatisch was. Alleen al in het concentratiekamp Jasenovac hebben 120.000 mensen de dood gevonden. Ongeveer 90% van deze slachtoffers was Serviër. Dit kamp werd tot symbool van de ustaša's genocide op Servische bevolking. Dit zou later de Kroaten een slechte naam bezorgen in het naoorlogse Joegoslavië en mede de nauwe banden tussen Kroaten en Duitsland verklaren. In totaal kwamen ruim één miljoen mensen om tijdens de Tweede Wereldoorlog, hetgeen neerkomt op één op elke 16 inwoners.
De Italianen van Mussolini hadden via Albanië ook Kosovo bezet en geannexeerd. Aangezien Albanië sinds de val van koning Zog een personele unie met Italië en Abessinië vormde, betekende iedere uitbreiding van Albanië een uitbreiding van Italië. Dit land had dus alle belang bij een Albanese dominantie, en trachtte dit derhalve te bewerkstelligen door Albanezen aan te moedigen zich in het gebied te vestigen, en Serviërs te verjagen. Vanaf 1943 werd het gebied echter door de Duitsers bezet, die zich op hun beurt snel moesten terugtrekken.

## Tito

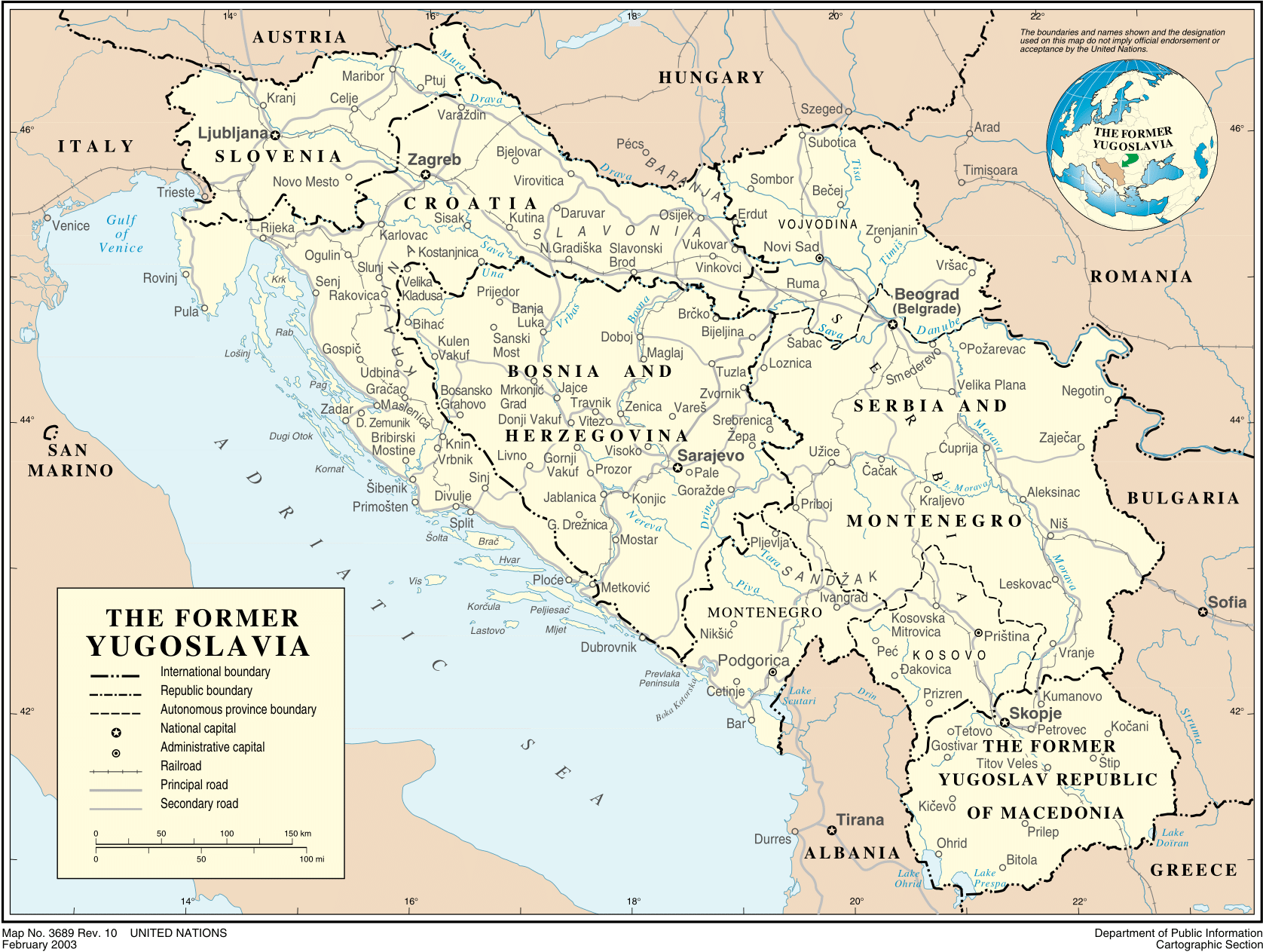
Voormalig Joegoslavië

In het verscheurde land kwam ten slotte in 1945 Josip Broz Tito met zijn communistische partizanenleger als overwinnaar uit de strijd. Een saillant detail is dat Tito als Kroaat het doel had om de diverse bevolkingsgroepen tot een hechte eenheid te formeren. Hij beloofde van Joegoslavië een bondsstaat te maken, met gelijke rechten voor alle deelstaten, wat hem voor alle partijen aanvaardbaar maakte. Hij groeide van partizanenleider uit tot een gerespecteerd staatsman. Als president voor het leven voerde Tito een dictatoriaal bewind, dat hem in staat stelde zowel democraten als nationalisten voor tientallen jaren de mond te snoeren. Tijdens de staatshervorming in 1974 werd Kosovo (net als Vojvodina) een autonome provincie binnen de republiek Servië, waarmee Kosovo feitelijk evenveel zeggenschap verkreeg als een republiek (eigen parlement, regering en rechtbank).
Onder Tito's heerschappij werden de Albanezen met rust gelaten, hoewel na repressieve acties in 1974 en 1976 de Serviërs 75% van de belangrijke (overheids)functies bekleedden. De Albanezen vormden echter, gesteund door een hoog geboortecijfer, rond de 85% van de bevolking. De Servische minderheid woonde (en woont) hoofdzakelijk vrij geconcentreerd in het noorden, met een aantal verspreide gemeenschappen over de rest van het land.
Tito overleed op 4 mei 1980. Hij ging de geschiedenis in als de communistische leider die de Russische opmars naar het westen een halt wist toe te roepen: hij weekte zijn land los uit het Oostblok, volgde zijn eigen weg en gaf het communisme in Joegoslavië een eigen gezicht. Na de dood van Tito leidden de onderhuidse etnische spanningen opnieuw tot gewelddadige confrontaties: zijn levenswerk viel uiteen en bleek geen lange toekomst te hebben.

## Conflicten om Kosovo

### Opstand van 1981
Na repressieve acties tegen de Albanezen in Kosovo in 1974 en 1976 brak op 11 maart 1981 in Kosovo een opstand uit, gevoerd door de Albanese inwoners. Zij eisten dat Kosovo net als alle overige republieken behandeld zou worden met de leus Kosova-Republikë (een van de Joegoslavische republieken). Na het neerslaan van de opstand, waarbij volgens de Servische autoriteiten 11 doden en 257 ernstig gewonden vielen (Albanese cijfers spreken daarentegen van 1600 doden en ongeveer een gelijk aantal gewonden) werden ongeveer 2000 Albanezen gevangengezet, waaronder een belangrijk deel van de Albanese intelligentsia en Albanese partijkaders.
Uit de volkstelling van 1981 bleek dat van de 1.580.000 inwoners van Kosovo 1.230.000 zich als Albanezen beschouwden. Tegelijk bleek dat de banen in de publieke sector op dat moment voor twee derde deel door Serviërs bezet werden. Deze opstand was slechts een voorproefje van de opstand in 1986, die uiteindelijk ook zijn uitwerking in andere republieken van Joegoslavië zou hebben (discussie over democratie, solidariseren van politieke oppositie met de partij in sommige republieken, vragen naar de rechtmatigheid van de inzet en rol van het federale leger).
Nog in 1953 hadden de Serviërs op het slagveld van Kosovo Polje een gedenkteken opgericht voor de in deze veldslag gesneuvelde Servische soldaten én voor de koppige strijders voor de onafhankelijkheid in de eeuwen daarna. De kwestie Kosovo speelde gedurende het uiteenvallen van Joegoslavië, dat versneld inzette sinds 1986 toen Slobodan Milošević een prominente plaats ging bezetten, een belangrijke rol. Servische nationalisten zoals Miodrag Bulatović, Dobrica Ćosić en Slobodan Milošević en de Servisch-Orthodoxe Kerk hamerden erop dat Kosovo de bakermat van de Servische beschaving was en dat Kosovo daarom nooit en te nimmer mocht worden prijsgegeven aan de Albanezen.

### Einde autonomie in 1989
In 1989 maakte Milošević een eind aan de autonomie van Kosovo. Het gebied kwam weer volledig onder Servisch bestuur. Honderdduizend Albanezen raakten hun werk kwijt en hun parlement werd naar huis gestuurd. De Albanese bevolking van Kosovo reageerde daarop door zich onder leiding van Ibrahim Rugova, die in 1991 Kosovo tot een onafhankelijke staat had uitgeroepen maar alleen werd erkend door Albanië, ondergronds te organiseren: ze stichtten een schaduwsamenleving die onafhankelijk was van de "bovengrondse" door de Serviërs geleide samenleving. De Albanese schaduwsamenleving in Kosovo kende een eigen regering en parlement, een universiteit, scholen, ziekenhuizen en zelfs een systeem van sociale zorg. Dit werd gefinancierd door middel van een eigen belastingstelsel en met behulp van Kosovaren die in het buitenland werkten (de Albanese diaspora).
Intussen was er vanuit de internationale gemeenschap weinig aandacht voor de onderdrukking van Albanezen in Kosovo. Ze had de handen vol aan brandhaarden elders op de Balkan. Ondanks grote militaire inspanningen kon Servië namelijk niet beletten dat de - in sommige gevallen eeuwenoude - frustraties, angst- en haatgevoelens de Joegoslavische bondsstaat in de jaren negentig deden uiteenvallen. Slovenië, Kroatië, Bosnië en Herzegovina en Noord-Macedonië werden onafhankelijke staten, in drie van de vier gevallen op een gewelddadige manier. Servië en Montenegro gingen op hun beurt een nieuwe federatie vormen, die officieel staatsgemeenschap Servië en Montenegro heette. Binnen Servië was sprake van twee provincies met beperkte autonomie: Vojvodina (met onder meer een belangrijke Hongaarse minderheid) en Kosovo (met een belangrijke Albanese meerderheid).

### Kosovo-oorlog 1996 - 1999

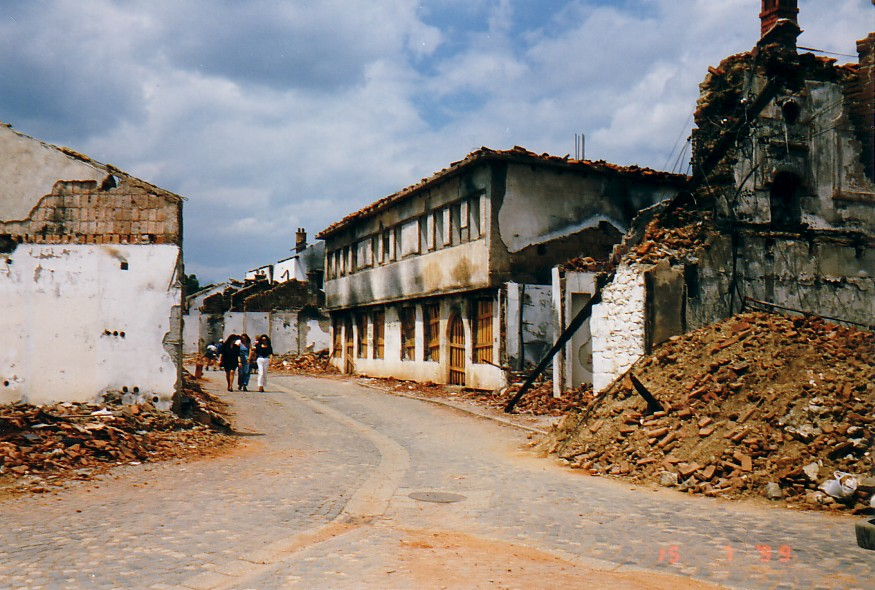
Verwoesting in Kosovo, 1999

In 1997 veranderde dit echter. Milošević zag zijn positie bedreigd worden door de oppositie. Economische misère door de internationale boycot en grootschalige corruptie en misdaad hadden de meeste Serviërs van hem vervreemd. Tegelijkertijd radicaliseerde een deel van de Albanese bevolking, die aanvoerde dat acht jaar van vreedzaam verzet geen enkel resultaat en geen enkele verbetering had opgeleverd. Zij stichtten in februari 1996 het Kosovaarse Bevrijdingsleger (UÇK), dat brak met het pacifisme van Rugova en dat de wapens opnam tegen de Serviërs. Wat volgde waren aanslagen op Serviërs en op Albanezen die van collaboratie verdacht werden, het begin van de eerste fase van de Kosovo-oorlog.
Amerika bestempelde het UÇK in het begin nog als terroristische organisatie, maar in de strijd tegen Milošević veranderde het van gedachten. Samen met NAVO heeft het sindsdien op allerlei manieren (diplomatiek en door wapensmokkel) de strijd van het UÇK gesteund.
In februari dat jaar antwoordde Belgrado op de constante provocaties van het UÇK met een groot militair offensief om het UÇK uit te schakelen.
Dit wekte de interesse van de 'internationale gemeenschap'. In oktober 1998 werd er een akkoord bereikt, dat echter direct daarna werd geschonden.
Vervolgens besloot men tot het houden van de Kosovo-conferentie in het Franse Rambouillet, in februari 1999. Hier ontstond het plan Kosovo voor een periode van drie jaar zelfbestuur te verlenen, maar geen onafhankelijkheid. De Kosovaren tekenden het plan in maart 1999, op de vervolgconferentie in Parijs. Maar de Serviërs bleven weigeren, omdat het plan ook een NAVO-troepenmacht in Kosovo bedong: de bezetting van Servisch grondgebied door buitenlandse troepen achtten ze onaanvaardbaar. Ook na dreiging met NAVO-luchtaanvallen ging Servië niet akkoord.
Eind maart volgden die luchtaanvallen, waarvoor overigens niet de volgens het oorlogsrecht vereiste toestemming van de VN-veiligheidsraad was verkregen. Ook Nederland nam deel aan die aanvallen, zonder dat hiervoor parlementaire toestemming was verleend. De doelen van de luchtaanvallen waren zowel militair als civiel: bruggen, spoorlijnen, chemische fabrieken en zelfs een televisiezender in Belgrado werden door NAVO-vliegtuigen gericht bestookt en verwoest, ten koste van burgerslachtoffers (in Engels militair jargon collateral damage (zijdelingse schade) genoemd). Na 78 dagen van bombardementen op Servische doelen in heel Servië, Montenegro en Kosovo tekende Belgrado de Overeenkomst van Kumanovo, waarmee de terugtrekking van de Servische leger en politie uit Kosovo een feit werd.

## UNMIK-bestuur
Sindsdien staat Kosovo onder bestuur van de Verenigde Naties die daartoe de missie UNMIK (United Nation Interim Administration Mission in Kosovo) hebben opgericht. Een NAVO-vredesmacht met de naam KFOR (Kosovo Force) houdt toezicht op de openbare orde. De Albanezen zijn naar hun huizen teruggekeerd, en trachten hun leven weer op te bouwen. De Serviërs zijn op hun beurt gevlucht naar het noorden van Kosovo (met name rond Mitrovicë), waar de Serviërs nog een meerderheid vormen, en naar het eigenlijke Servië. Het Kosovaarse parlement zorgt in overleg met UNMIK voor wetgeving, die op sommige gebieden (met name op het gebied van het strafrecht) de Servische wetgeving volledig heeft vervangen.

## Onafhankelijkheid

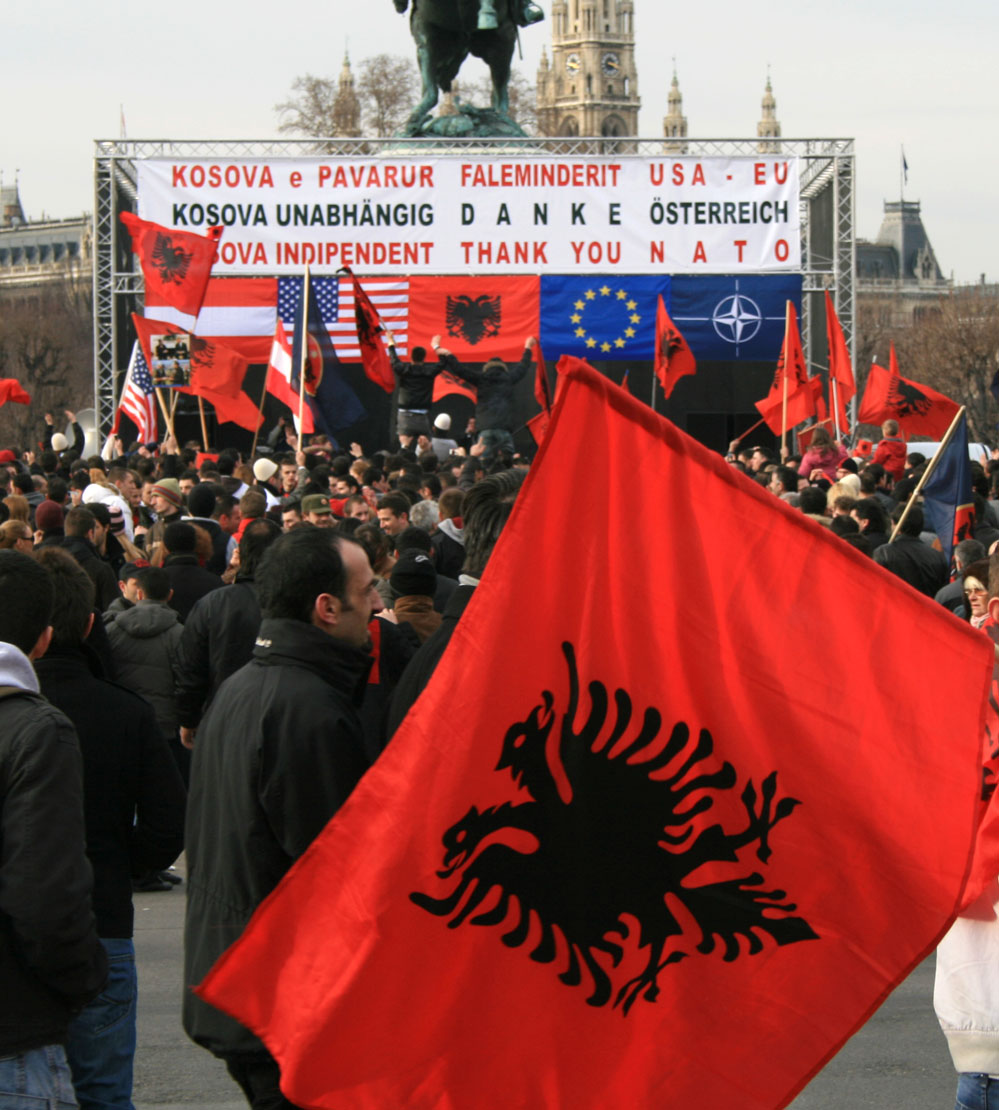
Onafhankelijkheidsviering van Kosovo

De definitieve eenzijdige onafhankelijkheidsverklaring werd unaniem, op voorstel van premier Hashim Thaçi, op zondag 17 februari 2008 om 16.00 uur, uitgeroepen door het Kosovaarse parlement, in spoedzitting bijeengeroepen. Er waren tien afwezigen, inclusief de afgevaardigden van de Serviërs uit Kosovo.
In deze verklaring staat er onder meer:
- Kosovo is gesticht op basis van het plan-Martti Ahtisaari, de Finse diplomaat die een blauwdruk opstelde van de principes waaraan Kosovo zich moet houden, zoals internationaal toezicht door de EU en de bescherming van minderheden.
- Kosovo is een multi-etnische en democratische staat.
- Kosovo zal zich wijden aan vrede en stabiliteit in de regio,
- Kosovo stemt in met internationaal toezicht en de aanwezigheid van een vredesmacht.

Dit was in feite de tweede onafhankelijkheidsverklaring van Kosovo. De eerste werd uitgeroepen op 7 september 1990, maar werd in die tijd slechts erkend door het buurland Albanië.
Deze onafhankelijkheidsverklaring volgde op de verkiezingsoverwinning van Hashim Thaçi in november 2007; hij eiste Kosovaarse onafhankelijkheid. Terwijl men feest vierde in Kosovo, waren er al direct enkele rellen. In de noordelijke stad Mitrovica werden een handgranaat gegooid naar een gebouw van de Verenigde Naties (gerechtsgebouw met gevangenis) en een niet-ontplofte handgranaat naar een hotel dat ambtenaren uit de Europese Unie huisvest, evenwel zonder slachtoffers en met beperkte schade.
De voormalige Servische premier Vojislav Koštunica noemde het onafhankelijke Kosovo een "onechte" staat, opgericht in overtreding van internationale wetten. Servië weigert verdere samenwerking met Kosovo en wil zijn relaties met landen, die de onafhankelijkheid van Kosovo erkennen, herbekijken.
Rusland heeft op 17 februari 2008 de Veiligheidsraad van de Verenigde Naties in spoedberaad bijeengeroepen om de nieuwe situatie te bespreken. Rusland eist maatregelen van de VN-missie UNMIK en van de Navo-troepen om de onafhankelijkheid ongedaan te maken. De secretaris-generaal van de VN Ban Ki-moon drukte in een verklaring zijn bezorgdheid uit en vroeg "af te zien van elke actie of verklaring die de vrede in Kosovo en omliggend gebied in gevaar zou kunnen brengen, kan opruien tot geweld of de veiligheid in gevaar kan brengen". De Belgische VN-ambassadeur in de Veiligheidsraad, sprekend voor zes westerse naties: België, Frankrijk, Duitsland, Italië, Kroatië en de Verenigde Staten, drukte zijn spijt uit dat "de Veiligheidsraad geen overeenstemming kon bereiken hoe het verder moet. Maar deze impasse was reeds maandenlang duidelijk. De gebeurtenissen van vandaag vormen slechts een conclusie van een proces waarin alle mogelijkheden tot een onderhandeld resultaat werden uitgeput."
Een deel van de internationale gemeenschap heeft Kosovo erkend, waaronder België, Nederland en de Verenigde Staten, het overgrote deel (nog) niet. Afghanistan was het eerste land dat Kosovo officieel erkende als een onafhankelijke staat. De meerderheid van de 27 EU-landen erkent Kosovo. Dit geldt niet voor de EU-landen Cyprus, Griekenland, Roemenië, Slowakije en Spanje. Enkele van deze landen kennen één of meerdere opstandige regio's die op hun beurt onafhankelijkheid nastreven. Deze landen willen geen precedent scheppen en hebben aangegeven Kosovo niet te zullen erkennen. Deze onafhankelijkheidsverklaring kan beschouwd worden als een precedent en aldus gevolgen hebben voor de wettelijke positie van een aantal afgescheurde, maar niet-erkende staten.
Kosovo werd sinds juni 1999 op basis van VN resolutie 1244 bestuurd door de VN-missie UNMIK. Op 15 juni 2008 werd in Kosovo een nieuwe grondwet van kracht. Kosovo kreeg daarmee formeel de leiding over het eigen land, na negen jaar van VN-bestuur. De Verenigde Naties hebben belangrijke bevoegdheden overgedragen aan de Kosovaarse regering. Een van de belangrijkste wijzigingen is dat de Kosovaarse president voortaan de wetten zal afkondigen in plaats van de Verenigde Naties, die tot nu toe de voogdij hadden. Daarnaast krijgt Kosovo voor het eerst een minister van Buitenlandse Zaken. Kosovo mag voortaan ook zelf verkiezingen organiseren, het krijgt een centrale bank, staatsburgerschap, een veiligheidsmacht en een nieuw volkslied.
De verantwoordelijkheid op het gebied van politie en justitie blijft – zoals dit in het plan Ahtisaari werd voorzien - voorlopig in handen van de UNMIK. Normaal gezien stond op 15 juni 2008 eveneens de overdracht gepland van de VN (UNMIK) naar de EU-missie (EULEX), die met 2.200 man toezicht zou houden op het gebied van politie en justitie. Dit plan werd uitgesteld omdat Rusland zich fel verzette tegen de onafhankelijkheid van Kosovo en niet wilde dat de VN daaraan zou meewerken door bevoegdheden over te dragen aan de EU. Om dit te omzeilen heeft VN-secretaris Ban Ki-moon in een rapport aan de Veiligheidsraad gemeld dat de EU-missie onder de ‘paraplu’ van de VN-missie gaat werken en stapje voor stapje „operationele verantwoordelijkheden” op het gebied van politie en justitie zal overnemen. De NAVO-macht KFOR blijft in Kosovo aanwezig om een lichtbewapende Kosovaarse veiligheidsmacht te trainen.

## Mensensmokkel
In Kosovo is mensensmokkel een groot probleem. Het is naast andere Balkanlanden een 'doorvoerhaven' voor de smokkel van meisjes en vrouwen naar West-Europa voor seksuele exploitatie of gedwongen werk. Ze worden ook in Kosovo gebruikt. In 2004 concludeerde Amnesty International, dat de aanwezigheid van internationale vredeshandhavers dit probleem heeft verergerd. Troepen van de Verenigde Naties en de NAVO gebruikten de in prostitutie gedwongen vrouwen en meisjes voor seks en enkelen waren zelf bij de smokkel betrokken. Sommige meisjes waren nog maar elf jaar. De meisjes en vrouwen kwamen uit Moldavië, Bulgarije en Oekraïne en werden in Kosovo verhandeld en misbruikt. UNMIK heeft verschillende maatregelen genomen om hier iets aan te doen, waaronder een hulplijn voor slachtoffers.
De OVSE concludeerde in 2006 en 2007, dat de autoriteiten in Kosovo nog steeds weinig ondernamen om de smokkel van mensen te bestrijden. Slachtoffers kregen onvoldoende bescherming, werden vervolgd of bedreigd met vervolging. Mensensmokkelaars gingen vaak vrijuit.